# يوتاكا هوسودا
يوتاكا هوسودا (باليابانية: 細田 穣) (مواليد 18 أبريل 1979)، هو لاعب كرة قدم سابق كان يلعب كمهاجم.